# Музей азулежу
Музей азуле́жу (порт. Museu Nacional do Azulejo) — музей в Лиссабоне, посвященный истории типичной португальской плитки азулежу.
Экспозиция рассказывает об истории изготовления и применения азулежу и предметов из керамики в Португалии начиная с XV века до наших дней. В Музее азулежу представлены коллекции португальской керамической плитки разных времен. Одним из самых ценных экспонатов считается панно, изображающее Лиссабон до землетрясения 1755 года. Кроме старинных экземпляров азулежу, здесь можно увидеть новые образцы, выполненные современными художниками.

## Здание

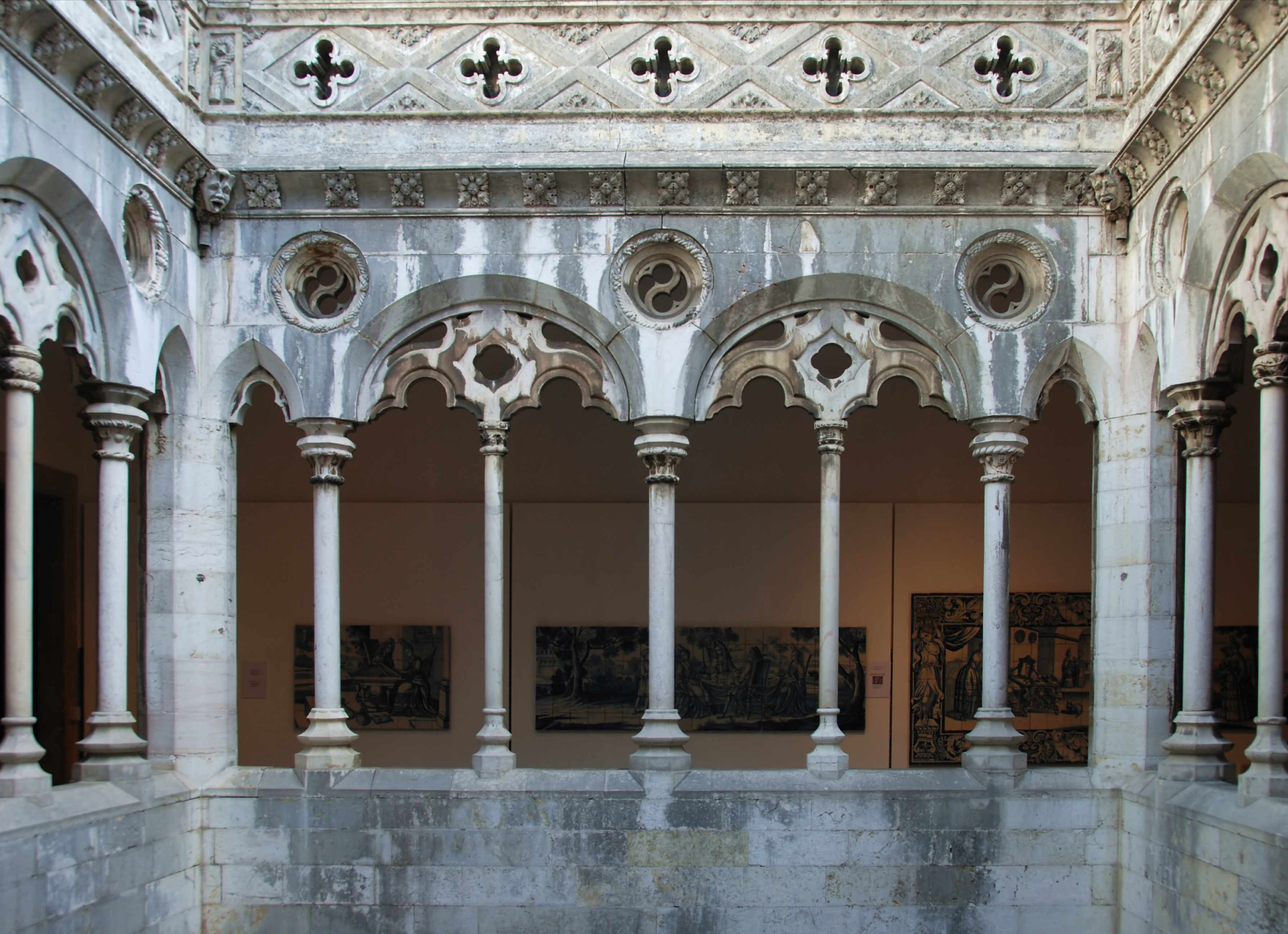
Клуатр бывшего монастыря Богородицы

Музей расположен в здании монастыря Матери Божьей.
Монастырь Богородицы, принадлежащий ордену клариссинок, был заложен в 1509 году Леонорой Ависской, сестрой правящего короля Португалии, Мануэла I Счастливого. Монастырь был достроен к 1551 году во время правления Жуана III. Так как первое здание было построено слишком близко к реке Тежу и периодически бывало затоплено, король распорядился построить новую церковь на более возвышенном месте.
Во время лиссабонского землетрясения в 1755 году монастырь сильно пострадал и был затем восстановлен и отреставрирован по указу Жуана V. Мануэлинский фасад был реконструирован под руководством архитектора Жуана Марии Непомусену. Монастырь был декорирован голландскими азулежу, позолоченным алтарем и кессоном.
Храм подвергся секуляризации в 1834 году. После смерти последней монахини в 1871 году, в бывший монастырь стали перевозить азулежу из других экспроприированных церквей и замков.

## История музея
Благодаря обширной коллекции азулежу, собранной из различных регионов Португалии, в 1954 году было решено объявить бывший монастырь частью Национального музея старинного искусства. Однако уже в 1958 году было вынесено решение об основании самостоятельного музея, посвященного азулежу и керамике.
С 1980 года музей имеет статус Национального музея Португалии.

## Посещение музея
Добраться до Музея азулежу можно на автобусах № 210, 718, 742, 759 и 794, остановка Igreja Madre Deus.
Музей открыт с 10:00 до 18:00 каждый день, кроме понедельника. При музее работают сувенирная лавка и кафе.
Билет стоит 5 €, существуют скидки для детей, молодежи, пенсионеров. Также возможны комбинированные билеты для посещения других музеев.